# Gelliodes luridus
Gelliodes luridus är en svampdjursart som först beskrevs av William Lundbeck 1902.  Gelliodes luridus ingår i släktet Gelliodes och familjen Niphatidae.
Artens utbredningsområde är Island. Inga underarter finns listade i Catalogue of Life.